# Trípoli
|  | Per a altres significats, vegeu «Trípoli (desambiguació)». |

Trípoli és la capital del país, de la xabiyya de Trípoli i la ciutat més gran de Líbia. El 2004, la població era d'1.682.000 habitants. Es diu en àrab: طرابلس, Ṭarābulus, pronunciat Ṭrābləs, en libi vernacular; també anomenada طرابلس الغرب, Ṭarābulus al-Ḡarb, ‘Trípoli d'Occident’ —per tal de distingir-la de Trípoli de Síria, al Líban— i Trípoli de Barbaria, nom que li donaren els italians; en català antic era coneguda com a Trípol de Barbaria.
La ciutat és al nord-oest del país al final del desert i al centre d'un oasi, en un punt de terra rocosa que es projecta al mar Mediterrani formant una badia. Trípoli és el principal port marítim on s'efectuen les tres quartes parts del comerç exterior. És el major centre industrial (alimentàries, tèxtils, de la pell, del tabac, artesanes i turístiques) i comercial de Líbia. És també la seu del govern i de la Universitat d'Alfateh, fundada el 1973. En vista de la llarga història de la ciutat, molts indrets de Trípoli tenen un gran interès arqueològic. El clima és mediterrani: estius calents i secs, hiverns frescos, i algunes modestes precipitacions. Consta de dos nuclis diferents: l'antic barri àrab, de carrerons estrets, basars pintorescs i animats, i la zona nova, d'aire europeu, construïda durant l'ocupació italiana.

## Història
Trípoli fou fundada al segle vii aC pels fenicis, que l'anomenaven Oea. Va passar a mans romanes cap al segle ii aC, i fou una de les tres ciutats de la regió de Trípoli (de Tripolis, ‘tres ciutats') o Tripolitana (amb Sabratha i Leptis Magna), amb una economia pròspera. La ciutat estava a uns quilòmetres a l'oest de Leptis Magna, i tenia un port petit però ben protegit. Els romans la van engrandir, però va conservar el nom d'Oea fins al segle iii.
Vers el 430, va passar al Regne vàndal per retornar a l'Imperi Romà d'Orient al 534. Els romans d'Orient van millorar les comunicacions de Trípoli amb Cartago. El port romà d'Orient de Trípoli fou molt actiu i exportava excedents agrícoles i animals salvatges; era també escala entre Cartago i Alexandria.
El 642, Amr ibn al-As, quan encara no s'havia acabat la conquesta d'Egipte (que va acabar el 645), va avançar des d'Alexandria i va conquerir la ciutat de Barca creuant les fortaleses d'Apol·lònia de Cirenaica (Susa), Paraetorium (Marsa Matruh) i Ptolemaïs (Tulamayta), arribant fins a Tauchira (Tukra). Amr tenia com a objectiu Trípoli i va llençar una segona incursió a la segona part de l'any 642; els romans d'Orient s'havien fortificat a Teuchira o Tauchira, però els va deixar enrere i es va presentar a Trípoli. La vila estava ben fortificada i hi havia alguns vaixells al seu port; mancat de màquines de setge, va haver de bloquejar la ciutat i esperar; al cap d'un mes, es va descobrir una bretxa i els àrabs es van esmunyir a la ciutat i la van saquejar; sembla que això fou encara el 642, ja que dues obres més o menys contemporànies ho diuen, però al-Bakrí hi dona l'any 643. La població bizantina i la guarnició van fugir amb els vaixells. Un temps després els romans d'Orient reconquerien Trípoli. Les fonts no esmenten gairebé Trípoli en els següents anys. Ibn Hudaydj l'hauria reconquerida el 667 segons la demostració de l'historiador A. Talha, basada en proves indirectes, però cap document permet assegurar que estigués en mans dels àrabs quan Uqba ibn Nafi va fer la seva expedició fins a l'Atlàntic. El 690, els romans d'Orient van reconquerir la ciutat de Barca i si no ho havien fet abans, segurament van ocupar llavors també Trípoli. Els romans d'Orient mantenien fortaleses costaneres allà on podien, però quan estaven amenaçats es retiraven i s'emportaven la població amb els seus vaixells; aquests fugitius romanitzats s'anomenen en les fonts àrabs afariq. Trípoli no va tardar gaire temps a caure en mans d'Hasan ibn al-Numan el 696. Va començar a ser important per als àrabs quan Musa ibn Nusayr va culminar la conquesta del nord d'Àfrica el 710.
El 800 es va establir l'emirat aglàbida. La seva possessió de Trípoli fou generalment pacífica. El 878/879, la ciutat fou atacada pels tulúnides egipcis però l'expedició va fracassar. El 909, va passar als fatimites i, el 969, el general Djawhar al-Sikilli va sortir de Trípoli per anar a conquerir Egipte. El 972, Abu-Tamim Muadh ibn al-Mansur al-Muïzz li-din-Al·lah es va traslladar a Egipte i va deixar els dominis occidentals al seu lloctinent, el sanhadja Buluggin ibn Ziri, iniciador de la dinastia zírida. Van governar fins a l'any 1000, però en aquest moment el governador local la va donar a Yanis al-Sikilli, governador fatimita de la Cirenaica. L'emir Nàssir-ad-Dawla Badis ibn al-Mansur va enviar un exèrcit a la ciutat, però abans d'arribar va caure en mans de Falful, dels Banu Khazrun, i es va crear l'emirat maghrawa de Trípoli, que va durar un segle i mig. El 1049, els zírida Xàraf-ad-Dawla al-Muïzz ibn Badis va deixar de fer la khutba ('oració') en nom del califa fatimita, i la va fer en nom del califa abbàssida, que no gaudia de poder i que, per tant, el deixava realment independent. En resposta, el califa fatimita va enviar els àrabs nòmades Banu Hilal i Banu Sulaym que vivien a l'Alt Egipte, amb la qual cosa aconseguia, d'una part, sotmetre o posar en problemes els zírides i, d'altra, lliurar-se d'aquestes tribus que cada dia eren més conflictives. Vers el 1077, encara governaven els maghrawes a la ciutat, però després ja no se sap; se suposa que els zughba, del grup hilàlida, es van apoderar de la ciutat, però algun membre dels maghrawa també hi va exercir el control.
El 1143 els normands de Sicília (Roger II de Sicília), que el 1135 havien ocupat l'illa de Gerba, van atacar Trípoli, però foren rebutjats. El 1145/1146, van tornar manats per l'almirall Jordi d'Antioquia, que va aconseguir ocupar la ciutat el 17 o 18 de juny de 1146. Roger II de Sicília va posar al tron Abu Yahya ibn Matruh al-Tamimi (1146). El 1148 els normands ocupaven Mahdia, Sfax i Gabès. Els normands van perdre Trípoli davant els almohades, que es van acostar el 1159, i abans de la seva arribada va esclatar una revolta popular que va expulsar els sicilians. Poc de temps després, els almohades van ocupar Mahdia, Sfax i Trípoli. Durant el domini almohade, dos aventurers van agitar la regió. Qaràqux, d'origen turc ghuzz, havia estat enviat pels aiúbides d'Egipte, i Alí ibn Ghàniya, un mallorquí partidari dels almoràvits. Qaràqux va tenir el govern del 1177 al 1189, en què fou expulsat pels almohades, però va tornar al cap de dos anys; el 1195, fou ocupada per Yahyā ibn Ali ibn Ġānīyafins fins al 1203.
Trípoli va estar en mans de governadors nomenats pels almohades i des de vers 1249 pels hàfsides d'Ifríqiya; el 1299, aquests darrers es van proclamar independents. A Trípoli, es va afermar en els següents anys la família dels Banu Thabit o Banu Ammar, del grup amazic hawwara. Un cap d'aquesta família, Muhammad ibn Thabit ibn Ammar, es va fer independent de fet el 1326/1327. El va seguir Thabit ibn Muhammad (1438-1354/1355).
El 1354 o 1355 (l'any varia segons les fonts), el genovès Filippo Doria es va apoderar de Trípoli mercès a un estratagema; al cap d'uns mesos, la van vendre per 50.000 mithkals d'or a Àhmad ibn Makkí, de la dinastia Banu Makkí de Gabès, que hi va governar uns onze anys i fou succeït a Tripoli i Gabès pel seu fill Abd-ar-Rahman ibn Àhmad ibn Makkí. Els Banu Thabi o Banu Ammar van recuperar el poder el 1371 amb Abu-Bakr ibn Muhàmmad (1371-1392), Alí ibn Ammar (1392-1397), Yahya ibn Abi-Bakr (1397-1398) i Abd-al-Wahid (1397-1398), passant llavors als hàfsides. Els reis catalans de Sicília van decidir intervenir a l'Àfrica del Nord per recuperar Gerba, que havien perdut el 1335 en una revolta amb suport dels hàfsides. El 1388, l'almirall Manfredo di Chiaramonte va conquerir l'illa, però el 1387 la va haver d'abandonar; els illencs van demanar la sobirania del rei català de Sicília, Martí, el 1392, però els hàfsides van atacar l'illa; llavors, els hàfsides van aprofitar per a ocupar Trípoli. Alfons el Magnànim atacà la ciutat el 1434.
El 25 de juliol de 1510 va ser ocupada per Pere Navarro, un militar al servei de la corona espanyola. El 1530, el rei Carles V va oferir la ciutat a l'orde de Sant Joan de Jerusalem perquè la protegís davant la pressió musulmana a la zona. Aquests cavallers van fortificar la ciutat, però no va ser suficient per a resistir el poder dels turcs otomans, que se'n van apoderar el 14 d'agost de 1551, deixant-la sota govern dels geníssers. El primer fou Murad Agha, que va derrotar altre cop els cavallers en una incursió a Zuwara. Després de Murad, Turghut Ali (o Dargut o Dragut i altres variacions) el va succeir i es va fer famós com a corsari. Una expedició a Trípoli dels cavallers de Malta amb 14.000 soldats espanyols, alemanys i italians, va ser rebutjada per Dragut; llavors, va atacar Malta, que va conquerir i va morir allí el 23 de juny de 1565. El va succeir Yahya Pasha, però va morir al cap d'un any, i llavors va pujar al govern el-Euldj Ali Pasha (conegut per Lucciali), que va governar uns 9 anys, el qual era un calabrès lloctinent de Dragut i un pirata destacat per si mateix; més tard, fou Kapudan Pasha, otomà, i va morir el 1587. Els governadors turcs que van seguir, Djafar, Murad i Ramadan Pasha, són gairebé només noms dels quals no se sap gaire cosa. Ramadan va ser mort el 1584. Va seguir Mustafa Pasha (1584-1587) i després Hassan o Hussein Pasha (1587-1595); a l'inici del govern d'aquest darrer, els cavallers de Malta van intentar conquerir la ciutat segons es diu en ajut del cap dels rebels locals contra el domini turc. Entre 1595 i 1610, els governadors turcs es van haver d'ocupar de diverses revoltes a Trípoli i rodalia. El 1610 en va esdevenir governador Ali Bek (vers 1609-1610), que era genovès, de qui se sap que va enviar diners a la seva germana que vivia a la rodalia de Gènova. Suleiman Sfer Dey (1610-1620) es va fer quasi independent, però va acabar penjat per Khalil Bey, kapudan pasha de la flota otomana, per no atendre les ordres dels emissaris otomans. Mustafa Sherif Pasha Dey, que va seguir (1620-1631), va tenir un final tràgic.
El primer cònsol estranger establert a Trípoli fou Du Molin, el 1630, que era emissari de Lluís XIII de França. Ramadan pasha va governar només dos anys i va cedir el poder a un corsari llevantí anomenat Mehmed Sakizli dey, originari de Quios (1633-1649), que fou elevat a paixà per Murat IV. Va estendre el seu poder a la Cirenaica i al Fezzan. El va seguir Osman (Uthman) Saqizli Dey (1649-1672), un altre corsari de Quios que va seguir l'obra de Mehmed. El 1658, una flota anglesa va portar-hi el cònsol Samuel Toker.
Els següents governants van exercir poc de temps fins a Mehmed Pasha al-Imam Kerdeki (1687-1701), un montenegrí que hi va portar estabilitat. Després d'alguns governs breus, va pujar Khalil Pasha Karh Deghli (1706-1709), nebot de Mehmed Pasha, però fou enderrocat pels caps pirates i els geníssers, aliats per cobrar tribut als comerciants estrangers; va marxar a Constantinoble a demanar ajut i fou restablert, però a la tornada es va trobar el lloc ocupat pel primer dels karamanlis, Ahmad I Pasha Karamanli, que va inaugurar una dinastia que va durar 124 anys.
Els otomans van reprendre el control de la població el 1835 després d'una guerra civil a la ciutat. Els otomans van dominar no sols Trípoli sinó que ràpidament van controlar Tripolitana i també la Cirenaica, encara que aquí no va tardar a prendre el control la confraria sufí dels sanusiyya. Trípoli va esdevenir capital d'un pashalik que portava el nom de la ciutat.
Itàlia la considerava dins la seva zona d'influència colonial, per la qual cosa va declarar la guerra a l'Imperi Otomà el 1911 i se'n va apoderar. Trípoli fou capital de la colònia italiana de Líbia, i de la Tripolitana. Els italians van transformar la ciutat. Trípoli va romandre en mans italianes fins al 1943. Després de la Segona Guerra mundial, va ser administrada pels britànics fins que Líbia va assolir la independència el 1951. Trípoli fou llavors capital del Regne de Líbia independent. La població va créixer de manera espectacular i va arribar a 820.000 habitants el 1980.
La ciutat va patir un bombardeig nord-americà el 1986, en represàlia del presumpte suport de Líbia al terrorisme. Les sancions de les Nacions Unides contra Líbia foren aixecades el 2003, cosa que deixava preveure un augment del trànsit al port de Trípoli i un efecte positiu sobre l'economia de la ciutat. La revolta popular iniciada a Bengasi al començament de 2011, amb el suport de l'aviació de l'OTAN, va avançar cap a Trípoli; els rebels de la part occidental, formats principalment per amazics nafuses, va ocupar la ciutat a finals d'agost de 2011.

## Geografia

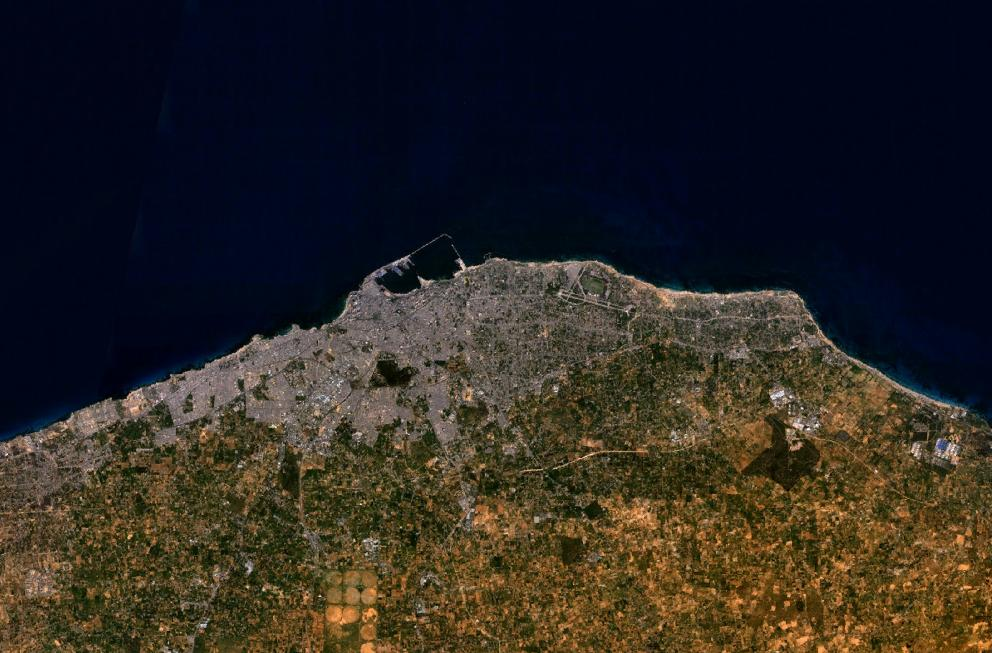
Vista per satèl·lit de la ciutat

Trípoli se situa a la costa de Líbia, a la regió occidental, propera a la frontera amb Tunísia. L'altitud mitjana sobre el nivell del mar de la ciutat és de 81 metres. Gairebé 1.000 quilòmetres de costa separen Trípoli de Bengasi, la segona ciutat més important de Líbia. Entre ambdues es troba el golf de Sirte, de vegades denominat golf de Sidra.
La regió de Tripolitània, establerta al voltant de Trípoli, es caracteritza per la seva costa sorrenca, amb llacunes i oasis costaners. La Sha'biyah, divisió administrativa de Líbia, inclou la ciutat, els seus suburbis i els voltants més immediats. En sistemes administratius més antics i al llarg de la història, existia una província anomenada muhafazah, un estat conegut com a wilayah o ciutat estat amb una àrea molt més gran, que és com a vegades s'ha referit erròniament a Trípoli, més correctament anomenada com la citada Tripolitània.

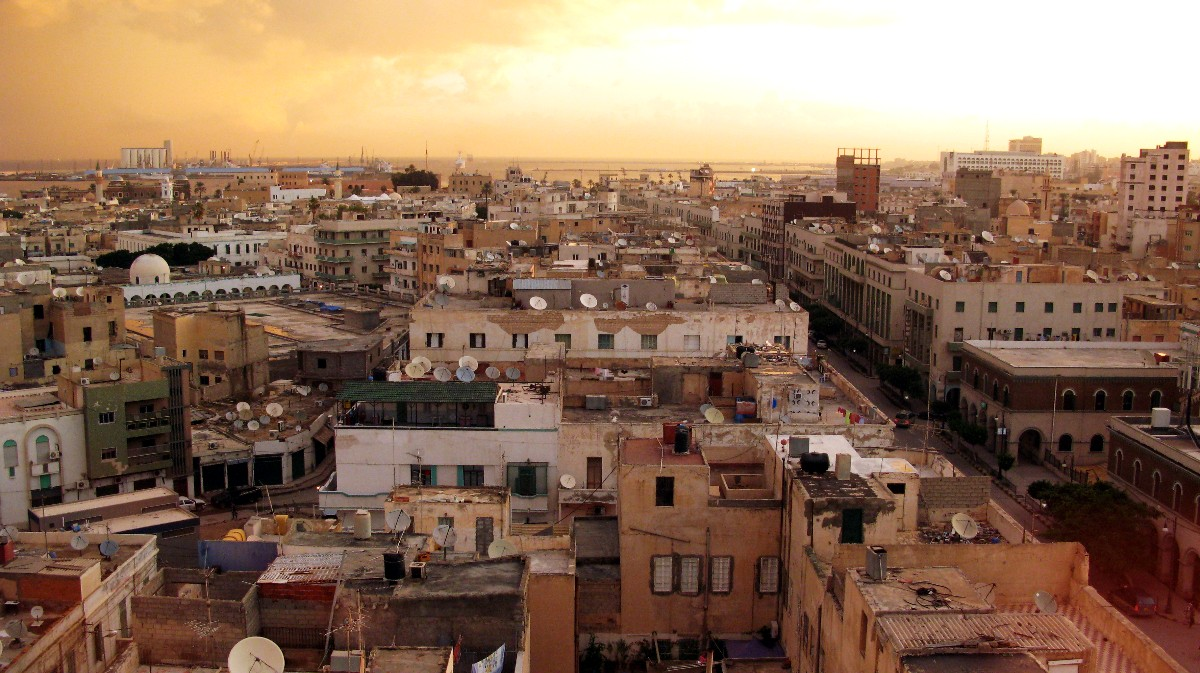
Vista de Trípoli

### Clima
El clima de Trípoli és mediterrani, influenciat i marcat pel mar homònim que banya les seves costes i que contrasta amb les extremades temperatures del sud del país, assotades per la proximitat del desert del Sàhara. Els estius a Trípoli són calorosos i els hiverns suaus. Les temperatures mitjanes del mes de juliol són d'entre 22 i 29 °C, mentre que al desembre han arribat a assolir 1 °C, encara que la mitjana està entre els 9 i els 18 °C. La mitjana anual de pluges és de menys de 400 mm, però aquestes són molt irregulars.
Una mostra en són les importants inundacions que el 1945 van deixar a la ciutat negada durant diversos dies i la sequera que va afectar Trípoli dos anys després, que va fer perdre milers de caps de bestiar. La deficiència de les precipitacions es reflecteix en l'absència de rius o rierols permanents a Trípoli, i també a la resta el país. El gran riu artificial, una xarxa d'aqüeductes que transporten l'aigua des del desert a les ciutats costaneres, proveeix Trípoli d'aigua. Aquest pla va ser iniciat per Gaddafi el 1982 i ha tingut un impacte molt positiu en els habitants de la ciutat.

## Economia

Districte central de negocis

Trípoli és el baluard econòmic de Líbia. El centre dels bancs, les finances i els mitjans de comunicació, i també del comerç i la indústria. Moltes de les corporacions més importants de Líbia i la majoria de les companyies internacionals tenen la seva seu central a la ciutat.
Les principals indústries es dediquen als aliments, el sector tèxtil, materials de construcció i indumentària. Trípoli ha esdevingut un atractiu per al turisme i la inversió forana, com es pot observar amb el constant trànsit de vaixells i avions al port de la ciutat i al seu aeroport, el més important de Líbia.
La ciutat és seu del Festival Internacional de Trípoli, un esdeveniment internacional dedicat a la indústria, l'agricultura i el comerç localitzat al carrer Omar Muktar.
Des de l'augment del turisme i l'arribada de negociants amb les seves famílies, ha pujat la demanda d'hotels; el Corinthia Bab Africa hotel, localitzat al districte central de negocis, ha satisfet aquestes demandes i ha esdevingut l'hotel més gran de Líbia. Altres hotels importants són el Bab El Bahr hotel i el Kabir Hotel, entre d'altres.

## Educació
La universitat més gran de Trípoli, la Universitat Al Fateh, és una universitat pública que proveeix d'educació gratuïta als habitants de la ciutat. Algunes escoles i universitats privades han començat a aparèixer en els últims anys.
Universitats ubicades a Trípoli:
- Universitat Al Fateh - La universitat més gran i important de Trípoli.
- Universitat Al Fateh de Ciències Mèdiques - Inclou les facultats de Medicina, Farmàcia, Odontologia i Infermeria.
- The Open University.
- Universitat de Trípoli.